# 三角亞口魚
三角亞口魚（學名：Deltistes luxatus）為輻鰭魚綱鯉形目亞口魚科的其中一種，為溫帶淡水魚，被IUCN列為瀕危保育類動物，分布於北美洲美國奧勒岡州及加利福尼亞州失落河、圖勒湖、下克拉馬斯湖、羊皮湖和克利爾湖流域，本魚體呈圓柱形，口近下位呈吸盤狀，背面和側面呈黑色，腹部白色或黃色，體長可達86公分，體重可達4.5公斤，壽命可達57年，棲息深湖、水塘、急流，繁殖期在3至5月，雌魚會在礫石淺水區產卵，可多達235,000個，卵約2至3週孵化，以浮游生物、無脊椎動物等為食，由於水壩的修建、水流的改道、沼澤地的疏浚和排乾以及外來物種被引入該地區，其棲息範圍不斷縮小。農業的改變、牲畜的運輸、樹木被砍伐、河岸植被被清除，地形改變，導致該物種無法恢復的主要原因。